# Moscoviella
Moscoviella es un género de foraminífero bentónico considerado un sinónimo posterior de Ozawainella de la subfamilia Ozawainellinae, de la familia Ozawainellidae, de la superfamilia Fusulinoidea, del suborden Fusulinina y del orden Fusulinida. Su especie tipo era Ozawainella mosquensis. Su rango cronoestratigráfico abarcaba el Carbonífero inferior.

## Discusión
Clasificaciones más recientes incluirían Moscoviella en la superfamilia Ozawainelloidea, y en la subclase Fusulinana de la clase Fusulinata.

## Clasificación
Moscoviella incluía a la siguiente especie:
- Moscoviella mosquensis †